# Richard Yary
Richard Franz Marian Yary, conocido también como, Riko Yary y sus seudomimos: Yaryga, Karpat. (14 de abril de 1898, Galitzia, Imperio austrohúngaro - Viena, Austria, 20 de mayo de 1969) fue un periodista nacionalista ucraniano de origen judío, también fue militar y prominente político, siendo uno de los más altos funcionarios de la Organización de Nacionalistas de Ucrania (OUN) y un asociado cercano y asesor de Stepán Bandera.

## Biografía

### Origen y primeros años

#### Nacimiento
Richard Yary nació el 14 de abril de 1898 en Rzeszów, Galitzia en el entonces Imperio austrohúngaro.

#### Conntroversia
La biografía de Riko Yary está llena de "manchas blancas", en particular si se refiere a su origen y primeros años de vida. Hay varias versiones sobre su origen. Según la leyenda de la familia Yary, los Yary's descendieron de un cosaco ucraniano herido durante el asedio de Viena en 1683. 
Los historiadores O. Kucheruk y Z. Knysh, dicen que Yary era de ascendencia húngara-judía, según otro, era checo. El descendiente judío de Yary fue afirmado por el historiador Z. Knysh, pero P. Mirchuk lo negó y afirmó que Yary no era judío, sino que fue denunciado como tal por sus enemigos en OUN-M, y Knysh era el enemigo personal de Yary.
Según la biografía oficial, Richard Jar es hijo de un comandante del ejército austrohúngaro, quien, después de retirarse, se fue a su tierra natal, en Moravia. Aquí Richard se graduó de 6 clases de un gimnasio en Ostrava. En septiembre de 1914, bajo la influencia de la agitación patriótica en relación con el estallido de la guerra, ingresó a la escuela técnica militar. En 1916, el rango de teniente fue enviado al ejército. El 17 de enero de 1917 recibió el siguiente rango de teniente.
Esto es lo que Zinovy Knysh escribió sobre el origen de Richard Yary;

"Desde 1924 fue miembro de la UVO, desde 1940, miembro del la Organización de Nacionalistas Ucranianos de A. Mélnik. (OUN-M): "Richard Jar provenia de una familia de un empleado austriaco. Nacido en 1898 en la ciudad de Ryashev. Su verdadero nombre estaba escrito en alemán "Jagry", "Yary", esta es su forma ucraniana. Hubo rumores de que había rastros de sangre judía en él, parece que el padre de Yary era un judío húngaro bautizado, y su madre, de la familia Pollack, también es un judío bautizado, pero esto no se puede decir definitivamente. Sin embargo, algo así debería haber tenido lugar, ya que a los organismos del partido nacionalsocialista de Alemania no les gustaba y sospechaban que su origen ario no era del todo puro, se mantuvo solo debido a sus conexiones con los círculos militares, que, como saben, principalmente se distanciaron del partido".

En 1933, un empleado de la Gestapo que fue enviado a Rzeszow para verificar el origen de Yary descubrió una discrepancia entre las entradas en el libro del magistrado y no pudo encontrar a ningún registro que recordara a la familia Yary.

#### Familia
Yary se casó en 1923 con Olga Rosalie Shpilfogel, una mujer judía de Peremyshliany, no tuvieron hijos.

### En las Fuerzas militares
En 1912, completó sus estudios en la Academia Militar en Wiener Neustadt, y comandó un batallón de zapadores después de la graduación. En los años de la Primera Guerra Mundial (1914-18), fue oficial de la Novena Legión de Dragones del Ejército de Austria. En 1918, pasó al lado del ejército ucraniano gallego (UHA) y comandó una división de francotiradores y más tarde la segunda caballería. En 1919, luchó con el quinto batallón Jersón de la República Popular Ucraniana. En 1920, como parte del batallón fue internado en Checoslovaquia y recluido en un campo de internamiento en Úzhgorod.
De 1921 a 29, fue miembro activo de la Organización Militar Ucraniana (UVO), uno de los asesores más cercanos a Yevhen Konovaletz. En enero de 1929, participó en el Primer Congreso de Nacionalistas Ucranianos en Viena, donde se anunció la formación de la Organización de Nacionalistas Ucranianos (OUN). EN 1933, Yary intentó obtener un puesto en el Instituto ucraniano fundado por el hetman Skoropadsky en Berlín (en nombre de la OUN), pero no pudo obtener una cita debido a la oposición de las autoridades nazis. Este intento condujo a una campaña de desprestigio en la prensa polaca que acusó a Yary y Konovalets de ser agentes alemanes. De 1937 a 1938, se convirtió en el oficial de enlace entre Yevhen Konovaletz y el almirante Wilhelm Canaris de la Abwehr, y dirigió cursos de entrenamiento de espionaje de la UVO organizados por la Abwehr. Se convirtió en agente de los servicios especiales, y fue asesor durante las discusiones entre Y. Konovaletz y el agregado militar japonés. Durante la década de 1930, Yary fue uno de los miembros del Provid, o consejo de liderazgo de la Organización de Nacionalistas Ucranianos. Fue el único miembro de Provid que se puso del lado de Bandera cuando las organizaciones se dividieron en facciones de Bandera y Melnyk. El apoyo de Yary a Bandera puso a algunos ucranianos en contra de Bandera porque se consideraba sospechoso que de todos los miembros del consejo de liderazgo de la OUN solo el de la etnia no completamente ucraniana eligiera seguir a Bandera. La influencia de Yary en Stepán Bandera fue instrumental en la división de la OUN en sus dos facciones. Después de la división, se quedó con el OUN (b) (facción Bandera). En noviembre de 1940, organizó el contacto entre Bandera y la Abwehr y creó la  Oficina de Viena de la OUN (b) Por su iniciativa se formaron el Batallón Roland y Nachtigall. Después de la Proclamación de la Independencia de Ucrania, recibió la cartera de Embajador en Japón. Al mismo tiempo, hubo informes del Einsatzgruppen-B de que Yary y su esposa eran judíos y, como tal, fueron sujetos a persecución. Después de la abrogación por parte de los nazis del Estado independiente ucraniano, Yary dejó el Gobierno General y desde 1942 vivió en la Bukovina ocupada por los rumanos. En 1943, fue arrestado por la Gestapo y enviado al campo de concentración de Sachsenhausen.

### Después de la Segunda Guerra Mundial
Después de la guerra, regresó a su casa propia en Viena, Austria en el sector ocupacional soviético. Las fuerzas de ocupación soviéticas no hicieron ningún intento de arrestarlo, lo que generó sospechas de que podría haber trabajado para la inteligencia soviética (Hay una versión de que Yary fue reclutado por el NKVD.) Sin embargo, después de retirarse en Austria, para evitar la persecución soviética, se mudó al sector británico. Después de la guerra, dejó la vida política por completo. Según otra fuente, en la década de 1950, Yary volvió a estar activo en la OUN-B.

#### Muerte
Riko Yary murió en su casa en Viena el 20 de mayo de 1969 a los 71 años.

## Obras
- Podkarpatska-Rus (Karpathenukraine)//Die Ukraine unter Fremdherrschaft. Berlín, 1928. S. 49-52 (versión en inglés - Podkarpatska-Rus (Ucrania cárpata) (La cuestión ucraniana, un problema de paz. Ginebra, 1928. P. 36-39).
- Ucrania von gestern und heute (Ucrania de ayer y hoy). Berlín: Bernard y Graefe, 1933. S. 5-17.
- Ewhen Konowaletz (Ukrainischer Nationalismus) (Nacionalismo Ucraniano). Nueva York: Ukr. servicio de prensa, 1939. S. 3-8.